# نیها اوبروی
نیها اوبروی (به انگلیسی: Neha Oberoi) بازیگر هندی است.
از کارهای معروف او می‌توان به بازی در فیلم های ده داستان، ایمی و ووداستوک ویلا اشاره کرد.